# Jörgen Hammar

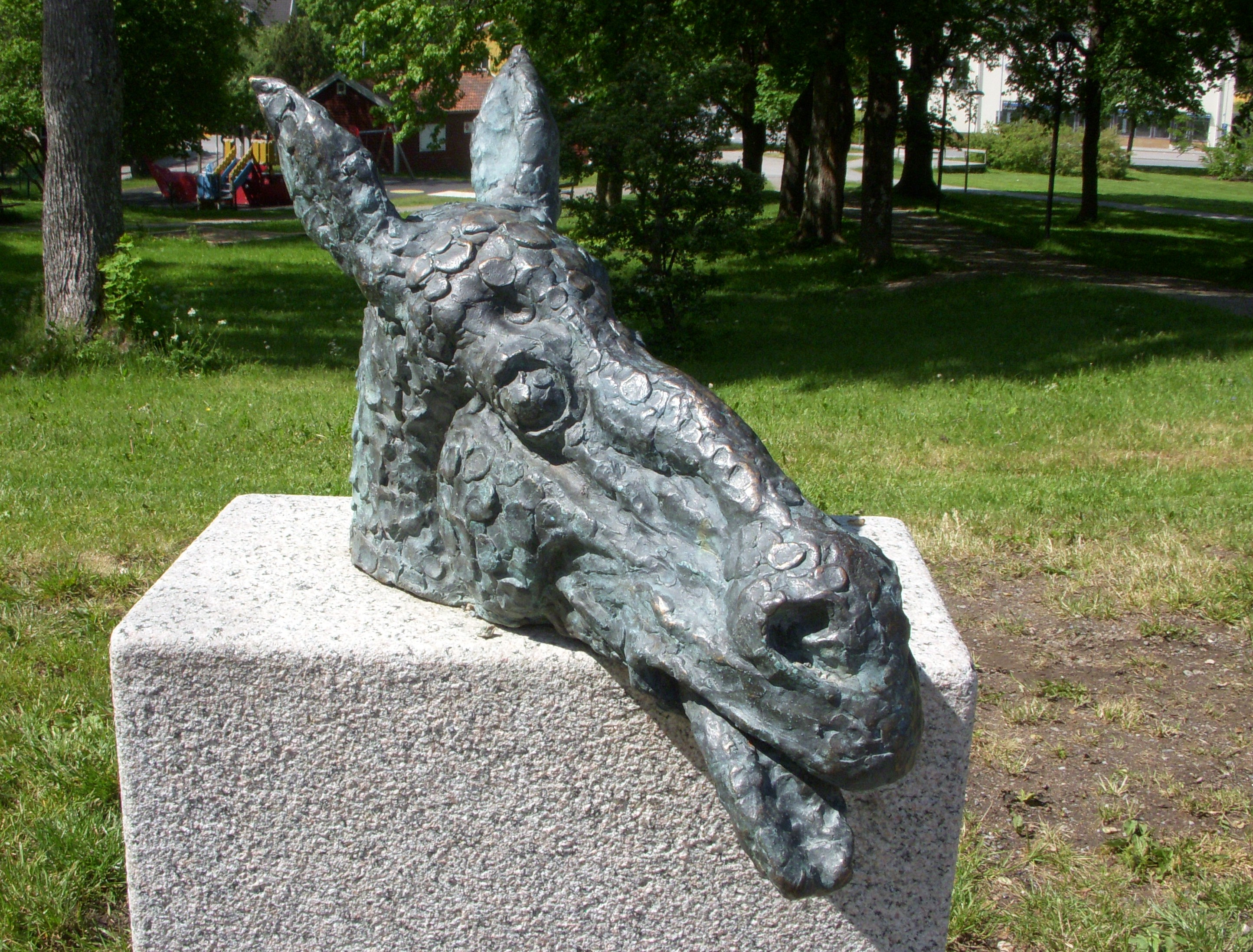
Asmunds häst vid Fullersta gård

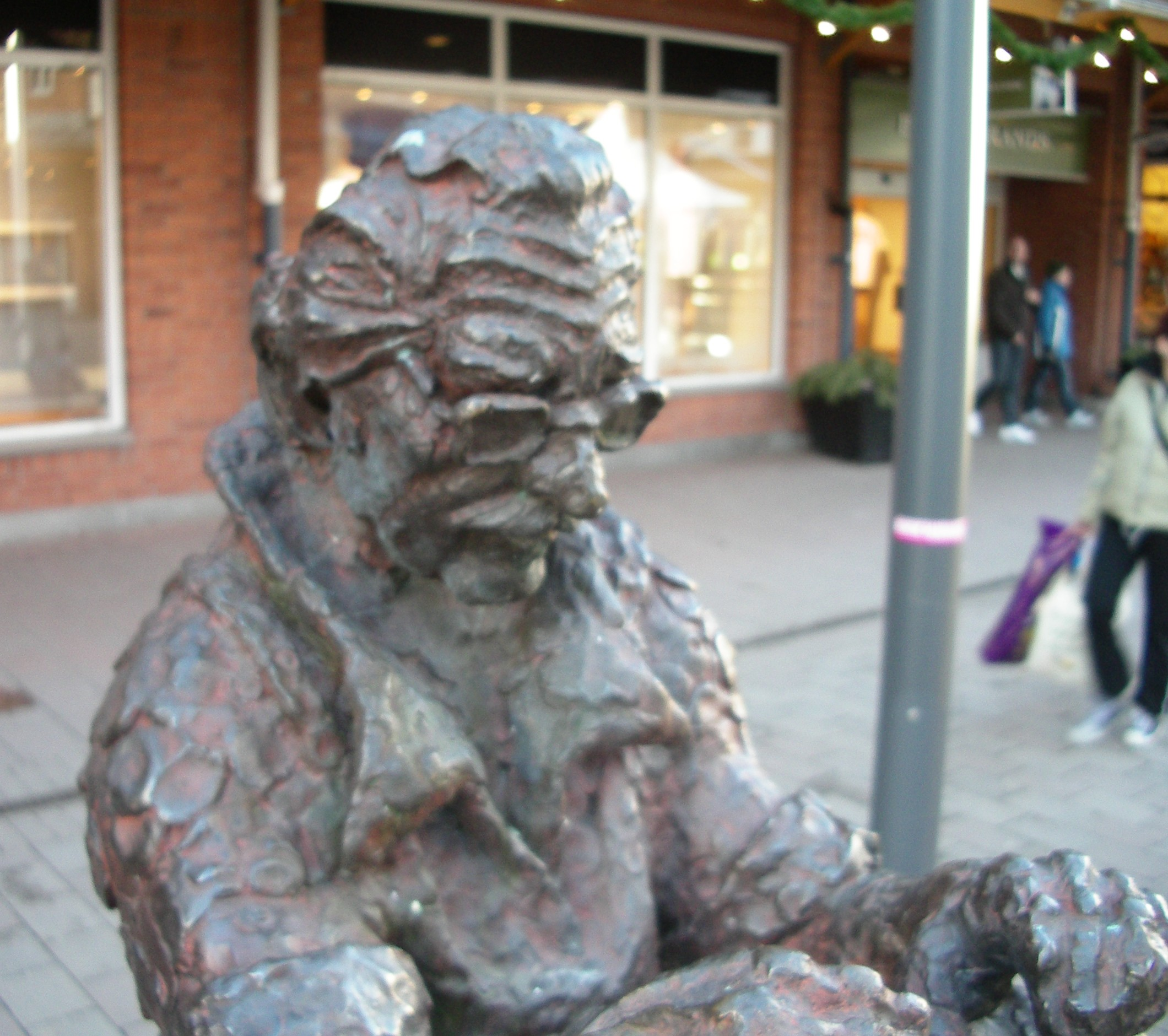
Staty över Asmund Arle i Huddinge

Erik Anders Jörgen Hammar, född 30 november 1935 i Stockholm, död 10 maj 2022 i Sollentuna distrikt, var en svensk skulptör.
Jörgen Hammar utbildade sig vid Kunstakademiet i Köpenhamn, Kungliga Konsthögskolan i Stockholm och Accademia di Belle Arti di Firenze i Florens i Italien.
Ett 40-tal träskulpturer finns utställda på Jörgen Hammarmuseet i anslutning till Galleri Pinakoteket i Mörbylånga. Hammar är representerad vid bland annat Kalmar konstmuseum.

## Offentliga verk i urval
- Staty över Asmund Arle, brons, Huddinge centrum
- Asmunds häst, brons, 1999, vid Fullersta gård i Huddinge
- Staty över Per Ekström, brons, 2002, torget i Mörbylånga